# Makoto Yamazaki
Makoto Yamazaki (jap. 山崎 真, Yamazaki Makoto; * 31. Oktober 1970 in der Präfektur Kagoshima) ist ein ehemaliger japanischer Fußballspieler.

## Karriere
Yamazaki erlernte das Fußballspielen in der Schulmannschaft der Okuchi High School und der Universitätsmannschaft der National Institute of Fitness and Sports in Kanoya. Seinen ersten Vertrag unterschrieb er 1993 bei den Urawa Red Diamonds. Der Verein spielte in der höchsten Liga des Landes, der J1 League. Für den Verein absolvierte er sechs Erstligaspiele. 1995 wechselte er zum Zweitligisten Tokyo Gas. Für den Verein absolvierte er 19 Spiele. 1996 wechselte er zu Prima Ham Tsuchiura (heute: Mito Hollyhock). Ende 1997 beendete er seine Karriere als Fußballspieler.